# أولاد عامر (قلعة السراغنة)
 أولاد عامر (بالإنجليزية: OULAD AAMER)‏ هي جماعة قروية تابعة لإقليم قلعة السراغنة ضمن جهة مراكش تانسيفت الحوز بالمغرب. بلغ مجموع عدد سكان أولاد عامر  حسب إحصاءات 2004 حوالي 6089 نسمة يعيشون في 926 أسرة.

## إحصاء عام
| السنة | عدد السكان | عدد الأسر | عدد الأجانب |
| ----- | ---------- | --------- | ----------- |
| 1994  | 6180       | 823       | °°°°        |
| 2004  | 6089       | 926       | 0           |